# Vera Leigh
Vera Leigh, née à Leeds le 17 mars 1903 et morte à Natzweiler-Struthof le 6 juillet 1944,  est un agent secret britannique du Special Operations Executive, qui aida la Résistance française pendant la Seconde Guerre mondiale. En 1944, elle est capturée par les Allemands, déportée et assassinée avec trois de ses camarades.

## Identités
- État civil : née Vera Eugenie Glass, Leigh par adoption
- Comme agent du SOE, section F :
  - Nom de guerre (field name) : « Simone »
  - Nom de code opérationnel : ALMONER (en français ASSISTANTE SOCIALE)
  - Autres pseudos : Chavanne, Suzanne

## Biographie

### Jeunesse
Vera Glass naît le 17 mars 1903 à Leeds, Angleterre.
Abandonnée par ses parents peu de temps après sa naissance, elle est adoptée par Eugene Leigh, entraîneur de chevaux de course qui possède des écuries à Maisons-Laffitte près de Paris, France.
Elle veut devenir jockey, mais après avoir quitté l’école, elle devient dessinatrice de mode.
En 1927, elle s’associe avec deux amis pour monter une maison de haute couture connue sous le nom de Rose Valoie, place Vendôme à Paris

### Résistance française
En 1940, après la chute de Paris, elle va à Lyon rejoindre son fiancé. Elle s’implique dans un réseau d’évasion de la Résistance intérieure française, qui guide les soldats alliés tombés derrière les lignes ennemies.
En 1942, elle utilise la route d’évasion pour traverser les Pyrénées et atteindre l’Espagne, avec l’espoir de parvenir en Angleterre. Mais elle est emprisonnée plusieurs mois au camp d’internement de Miranda de Ebro près de  Bilbao. Finalement, aidée par un officiel de l’Ambassade britannique, elle est relâchée et termine son périple jusqu’à Londres, via Gibraltar.

### Agent du SOE
Après s’être déclarée volontaire comme enseigne First Aid Nursing Yeomanry (FANY), elle est remarquée par le Special Operations Executive, qui la recrute comme agent pour sa section F. 
En 1943, Vera Leigh a comme mission d'assurer la fonction de courrier du réseau INVENTOR que Sydney Jones vient reconstituer dans la région parisienne.

En mai, elle est amenée en France par Lysander, dans la nuit du 14 au 15 mai 1943.

Après avoir reçu de nouvelles instructions dans une maison sûre à Neuilly-sur-Seine, Vera Leigh loue un appartement à Paris et porte des messages de la part de Sydney Jones dans la ville et à l’extérieur, jusque dans les Ardennes.

Un jour, à la gare Saint-Lazare, elle rencontre par hasard le mari de sa sœur, qui dirige une maison sûre d’un réseau d’évasion. En encourant beaucoup de risque, elle s’implique dans cette opération, en escortant les aviateurs alliés dans les rues de Paris pour qu’ils rejoignent leurs contacts suivants. Elle noue des relations avec d’autres agents, y compris Julienne Aisner.

### Aux mains de l'ennemi
Le 30 octobre, elle est arrêtée au café Chez Mas, place des Ternes, et incarcérée à la prison de Fresnes. Les Allemands étaient déjà au courant de ses activités.
Le matin du 12 mai 1944, Vera Leigh, en même temps que sept autres agents féminins du SOE, Andrée Borrel, Diana Rowden, Yolande Beekman, Éliane Plewman, Odette Sansom, Madeleine Damerment et Sonia Olschanezky, est extraite de la prison de Fresnes. Elles ne se connaissent pas les unes les autres, n'ayant jamais eu à se côtoyer, ni à l'entraînement, ni sur le terrain, ni en prison. Elles sont envoyées au quartier général du SD, avenue Foch, où elles sont enfermées quelques heures, puis emmenées en camion, attachées deux par deux, à la gare de l'Est, mises dans le train et déportées en Allemagne. Le 13, le trajet s'arrête à Karlsruhe. Des huit femmes, seule Odette Sansom reviendra et pourra faire le récit de ce voyage. Pour lire ce récit, se reporter à l'article Odette Sansom, boîte déroulante intitulée Transfert en Allemagne de sept prisonnières de la section F.
Le 6 juillet, Vera Leigh, Diana Rowden, Andrée Borrel, et Sonia Olschanezky sont emmenées au camp de concentration de Natzweiler-Struthof. Le même jour, peu après leur arrivée, elles reçoivent une injection de phénol, puis sont jetées dans le four crématoire. L'une d'elles reprend alors conscience et griffe l'un de ses bourreaux au visage, avant d'être brûlée vive.

## Hommages
- Sa plaque du souvenir, rééditée pour remplacer « ignoblement assassinée par les Allemands » par « morte pour son pays », est montée sur le mur intérieur de l’église Anglicane de la Sainte-Trinité à Maisons-Laffitte. Dans la même commune, le maire Jacques Myard a inauguré une place Vera Leigh, le 22 octobre 2021[4].
- Comme agent de la section F du SOE mort pour la France, le nom de Vera Leigh est honoré au mémorial de Valençay, Indre, France.
- Au Mémorial de la déportation du camp de concentration de Natzwiller-Struthof où elle a été exécutée, et qui est maintenant en territoire français :
  - Une plaque, placée à l'intérieur du crématorium, inaugurée le  22 juin 1975  par le premier ministre Jacques Chirac, y est dédiée à Vera Leigh et aux trois autres femmes agents du SOE exécutées en même temps qu'elle, Diana Rowden, Andrée Borrel et Sonia Olschanezky.
  - Le Centre européen du résistant déporté y a été inauguré le 3 novembre 2005 par le président Jacques Chirac, accompagné par le ministre de la Défense, Michèle Alliot-Marie, et par le Ministre Délégué aux Anciens Combattants, Hamlaoui Mekachera. Après avoir déposé une couronne « à la Mémoire des martyrs et héros de la Déportation », ils sont descendus jusqu'au crématorium.